# درو ويفر
درو ويفر (بالإنجليزية: Drew Weaver)‏ هو لاعب غولف أمريكي، ولد في 17 مايو 1987 في هاي بوينت في الولايات المتحدة.

## وصلات خارجية
- درو ويفر على موقع رابطة لاعبي الغولف المحترفين (الإنجليزية)
- درو ويفر على موقع التصنيف العالمي الرسمي للغولف (الإنجليزية)